# Annunciazione (Paolo Uccello)
L'Annunciazione  è un dipinto a tempera e oro su tavola (64,6x47,5 cm) di Paolo Uccello, databile al 1425 circa e conservato nell'Ashmolean Museum di Oxford.

## Storia
L'opera entrò nel museo inglese con la donazione di William Thomas Herner Fox-Strangways nel 1850. Un'etichetta settecentesca sul retro riferisce il dipinto al Pesello e reca il numero 22. Van Male la attribuì al Maestro della Natività di Castello (1929), mentre Berenson al senese Pietro di Giovanni d'Ambrogio (1932). Mario Salmi parlò di Dello Delli (1938) e Parronchi degli esordi di Alesso Baldovinetti (1974). Si deduce come l'opera stentò ad entrare nel catalogo di Paolo Uccello sebbene già nel 1935 Georg Pudelko e nel 1939 John Pope-Hennessy vi avessero già notato una decisiva influenza dell'artista, riferendo la tavola alla stessa mano del San Giorgio di Melbourne.
Fu Carlo Volpe, nel 1980, ad assegnarla alla giovinezza di Paolo, con confronti legati alla Madonna Del Beccuto, mentre Boskovits (2002) la riferì a un momento di poco successivo, legato alla metà degli anni venti e al soggiorno veneziano. Oggi la si ritiene generalmente un lavoro leggermente posteriore alla tavola australiana, dove si vedono in nuce gli incipienti interessi prospettici dell'artista.

## Descrizione e stile
L'annunciazione è organizzata in tre momenti successivi, scanditi dall'alto verso il basso e dalla crescente dimensione dei protagonisti. Nella fascia superiore Dio Padre, di profilo e racchiuso in una mandorla, affida all'arcangelo Gabriele l'incarico dell'annuncio, mettendogli in capo una ghirlanda e consegnandogli il ramo di gigli. Dietro di essi uno stuolo di angeli, appoggiato su un pavimento di nuvolette azzurre, festeggia suonando trombe, tamburi e flauti. 
A metà si trova poi Gabriele che si libra nel cielo, e arriva in basso, in primo piano, dove saluta la Vergine nella loggetta davanti alla propria casa, la quale sospende la lettura. Il drappo azzurro della veste dell'angelo si gonfia suggerendo il recentissimo atterraggio, e permettendo i ghirigori di gusto tardogotico che si riscontrano anche nella veste di Maria, foderato di pelliccia di vaio. Davanti ad essa sta scendendo la colomba dello Spirito Santo. Dietro si intravede la stanza da letto di Maria, elemento tipico delle annunciazioni che sottintende la verginità di Maria. In particolare l'alcova è contornata da un tendaggio appena scostato, retto due aste incrociate in angolo, in cui si nota un interesse per la reale resa nello spazio e per una coerente soluzione di luci ed ombre. Anche l'edificio di Maria rappresenta comunque un buon esercizio di prospettiva, sebbene il soffitto a diamanti sia ancora rudimentale (a differenza di quello nella stanza della Nascita della Vergine nella Cappella dell'Assunta a Prato, o dei cassettoncini nel basamento del Monumento equestre a Giovanni Acuto nel Duomo di Firenze). 
A sinistra invece si scorge un paesaggio che si perde in lontananza, dietro rocce scheggiate dalle forme arrotondate che compaiono anche nella tavoletta di Melbourne. 
Rara è la scena dell'invio dell'arcangelo, episodio apocrifo presente nello scritto medievale delle Meditationes vitae Christi, molto diffuso all'epoca. In Toscana si riscontra solo in alcuni dipinti in area aretina, come una tavola di Andrea di Nerio nel Museo diocesano e gli affreschi di Spinello Aretino in San Francesco e San Domenico. Inedita è comunque l'idea del coro di angioletti festanti, che si adatta allo spirito originale e svagato di Paolo Uccello. 
Un pentimento si trova nella mano dell'angelo che regge il giglio: fu disegnata ma poi non venne dipinta.